# Benito Urdanoz
Benito Urdanoz nacido en Ororbia (Navarra, España) fue un ciclista navarro, que compitió entre los años 1926 y 1930, durante los que consiguió 5 victorias.
Se dedicaba principalmente a correr pruebas de carácter local, llegando a ser Campeón Navarro en las ediciones de 1927 y 1928.

## Palmarés
1927
- Urroz
- Aoiz
- Campeonato Navarro

1928
- Campeonato Navarro
- Alsasua

## Equipos
- Rochapea (1926)
- CD Ibarrea (1927)
- Club Pamplonés (1928)
- Independiente (1929-1930)